# Setabis lagus
Pour les articles homonymes, voir Lagus.
Espèce
Setabis lagus est une espèce d'insectes lépidoptères appartenant à la famille des Riodinidae et au genre Setabis.

## Dénomination
Setabis lagus a été décrit par Pieter Cramer en 1777 sous le nom de Papilio lagus.

### Sous-espèces
- Calospila lagus lagus présent au Surinam, en Guyane et au Brésil.
- Calospila lagus cyanea (Butler, 1867); présent au Brésil.
- Calospila lagus jansoni (Butler, 1870); présent au Nicaragua, au Honduras et à Panama[1].

### Noms vernaculaires
Setabis lagus se nomme Lagus Metalmark en anglais.

## Description
Setabis lagus est un papillon aux ailes de couleur marron à noir avec sur le dessus des ailes antérieures une large bande jaune qui sépare l'apex du reste de l'aile. Le revers est marron plus clair avec des veines claires bien visibles et la même large bande jaune aux ailes antérieures.
Les sous-espèces Calospila lagus cyanea et Calospila lagus jansoni présentent sur le dessus une suffusion bleue ou une plage bleue et une tache blanche peut remplacer la bande jaune.

## Biologie

### Plantes hôtes
Les chenilles sont sur des Annona, des Doliocarpus, des Vismia, mais elles se nourrissent de Membracidae et de Jassidae.

## Écologie et distribution
Setabis lagus est présent dans le sud du Mexique, au Nicaragua, au Honduras, à Panama au Surinam, en Guyana, en Guyane et au Brésil,.

### Protection
Pas de statut de protection particulier.